# The Kansas City Star
The Kansas City Star è un quotidiano con sede a Kansas City, Missouri. Pubblicato dal 1880, il giornale ha ricevuto otto premi Pulitzer. The Star è noto soprattutto per la sua influenza sulla carriera del presidente Harry S. Truman e come giornale in cui il giovane Ernest Hemingway ha affinato il suo stile di scrittura.
The Kansas City Star è stato fondato il 18 settembre 1880 da William Rockhill Nelson e Samuel E. Morss.
Ora è di proprietà di The McClatchy Company.